# Rechtsupweg
Rechtsupweg è un comune di 2.111 abitanti della Bassa Sassonia, in Germania.
Appartiene al circondario (Landkreis) di Aurich (targa AUR).